# هينريتش فرانز براندت
هينريتش فرانز براندت هو ميدالي ‏ سويسري، ولد في 13 يناير 1789 في لا شو دو فون في سويسرا، وتوفي في 9 مايو 1845 في برلين في ألمانيا.